# Тарасенко, Екатерина Николаевна
Екатери́на Никола́евна Тарасе́нко (укр. Катерина Миколаївна Тарасенко; по мужу — Фу́трик; род. 6 августа 1987, Днепропетровск, Украинская ССР) — украинская гребчиха, многократная чемпионка Европы, призёр чемпионата мира, олимпийская чемпионка, Заслуженный мастер спорта Украины.

## Спортивная карьера
Член олимпийской сборной Украины на XXIX Олимпийских играх 2008 года в Пекине. В финальном заезде В двойки среди женщин на 2 км в паре с Яной Дементьевой стали первыми (07:17.82). В сумме заняли седьмое место.
Член олимпийской сборной Украины на играх XXX Олимпиады 2012 года в Лондоне. В составе парной четверки (Анастасия Коженкова, Яна Дементьева, Екатерина Тарасенко и Наталья Довгодько) стала олимпийской чемпионкой. Подготовил команду тренер Владимир Морозов.
Три раза становилась чемпионкой Европы: в 2008 в двойке с Яной Дементьевой, 2010 в парной четверке (Екатерина Тарасенко, Елена Буряк, Анастасия Коженкова и Яна Дементьева), и 2011 (Светлана Спирюхова, Татьяна Колесникова, Наталья Губа, Екатерина Тарасенко). Серебряная призерша чемпионата мира 2010 в парной четверке (Екатерина Тарасенко, Елена Буряк, Анастасия Коженкова, Яна Дементьева). Бронзовая призерша чемпионата Европы 2008 в восьмерке.
Чемпионка мира среди молодежи U-23 2009 года.
Выиграла три Этапа Кубка Мира и стала обладательницей Кубка Мира 2012 года.
Стала Чемпионкой Европы 2012 года в составе парной четвёрки (Тарасенко Екатерина, Довгодько Наталья, Гурковская Ольга и Дементьева Яна).

## Награды
- Орден «За заслуги» ІІІ степени[6]

## Семья
Муж - гребец-академик Иван Футрик. В сентябре 2013 года родила сына и дочь .